# ゲオルギ (アスト部)
ゲオルギ（モンゴル語: Georgi,? - 1311年）とは13世紀末から14世紀初頭にかけてモンゴル帝国（大元ウルス）に仕えたアス人将軍の一人。『元史』などの漢文史料では口児吉(kŏuérjí)と記される。

## 概要
ゲオルギらアス人は元来カフカース地方に住まうアラン人（＝現在のオセット人）が、「バトゥの征西」においてカフカース地方に侵攻したモンケ（後の第4代皇帝）によって東方に移住させられて形成された集団であった。ゲオルギはモンケの即位後に遅れて移住してきたグループの一人で、父とともにモンケの宿得（ケブテウル）に配属されてアス（阿速）軍20戸を率いるようになった。
モンケの死後帝位継承戦争を経てクビライが即位すると、ゲオルギはアス軍100戸を率いてアジュ率いる南宋遠征軍に従軍し、戦功を挙げて白金などを与えられた。南宋の平定後は大宗正府のイェケ・ジャルグチに充てられ、またカイドゥ・ウルスとの戦いにも従軍した。クビライの死後、オルジェイトゥ・カーン（成宗テムル）の治世には一時湖広等処行中書省にも派遣されたが、その後再び旧職に戻った。オルジェイトゥ・カーンの死後に即位したクルク・カーン（武宗カイシャン）はかつてカイドゥとの戦いの司令官を務めた人物であり、1308年（至大元年）にゲオルギは左衛阿速親軍都指揮使に充てられ、広威将軍の号を受ける厚遇を受けた。その後、1311年（至大4年）にゲオルギは亡くなり、息子のデミトリ（的迷的児）が後を継いだ。
デミトリは父の生前からアス軍を率いて活躍しており、1287年（至元24年）にはナヤン・カダアンの乱鎮圧戦に従軍し、叛乱首謀者の一人カダアン・トゥルゲンを投降させる功績を挙げている。父の死後は地位を継承し、明威将軍・阿速親軍都指揮使の地位を授けられた。デミトリの死後は息子の香山が後を継ぎ、天暦の治では大都派の将軍として他のアス人将軍とともに活躍し、トク・テムル（後の文宗ジャヤート・カーン）の即位に貢献した。また、香山は1336年（後至元2年）にローマ教皇ベネディクトゥス12世の下に使者を派遣した「アラン人（＝アス人）君侯たち」の一人カティケン・トゥンギイ（Caticen Tungii）に相当すると考えられている。